# Martyrs (filme de 2008)
Martyrs (Brasil: Mártires ) é um filme de drama e terror franco-canadense dirigido por Pascal Laugier e lançado em 2008.
Sua estreia no Brasil ocorreu em 15 de abril de 2009.
Um versão  americana  do mesmo foi feita em 2015

## Sinopse
Na década de 1980, na França, Lucie, uma garota de aproximadamente 13 anos, foi sequestrada e mantida em um cativeiro por aproximadamente 1 ano, onde sofreu diversas torturas físicas e psicológicas sem motivo aparente.
Lucie consegue fugir do cativeiro e é acolhida em um abrigo para crianças. O serviço policial foi acionado a fim de punir os responsáveis pelas torturas, mas não obtiveram êxito, pois o galpão onde Lucie era mantida foi abandonado imediatamente após sua fuga.
Apesar de ter conseguido fugir do cativeiro, Lucie sofre com sérios problemas psicológicos, é antissocial e frequentemente tem alucinações de uma criatura monstruosa que a tortura física e psicologicamente. Em verdade, Lucie desenvolveu automutilação.
No abrigo, Lucie faz uma grande amizade com Anna, garota da mesma idade que passa a ser a fiel amiga e confidente de Lucie.
15 anos depois, Lucie e Anna ainda vivem juntas. Lucie mantém os problemas de automutilação e deseja vingança contra seus algozes do passado. Se valendo de uma matéria publicada em um jornal local, Lucie localiza onde seus antigos torturadores residiam e planeja sua vingança.
Lucie chega à casa da família tradicional composta pelo patriarca, pela matriarca chamada Gabriele e dois adolescentes: Antonie e Marie. Lucie sequer se apresenta ou informa o motivo pelo qual foi à residência da família. Utilizando uma espingarda, mata todos da casa.
Extremamente perturbada, Lucie liga para Anna, que a aguardava ansiosamente em um estacionamento. Pelo telefone, Lucie revela à Anna que matou toda a família e Anna fica horrorizada pois acreditava que Lucie somente iria à residência confirmar se realmente aquelas pessoas eram seus torturadores do passado. Anna decide ir até a casa ajudar Lucie.Enquanto aguarda por Anna, Lucie é confrontada psicologicamente pela criatura desfigurada que via na infância e se mutila fortemente. Anna chega a tempo de ajudá-la.
Anna, mesmo horrorizada, por amor à Lucie, decide ajudá-la a desfazer dos corpos e fugir da cidade. Como Lucie está extremamente afetada psicologicamente, Anna pede para que ela tentasse descansar no pavimento superior da casa enquanto ela jogaria os cadáveres em uma fossa no quintal da residência.
Enquanto carregava os corpos, Anna percebe que Gabriele ainda está viva e, temendo que Lucie estivesse errada quanto à identidade da família, decide ajudá-la. Lucie escuta Gabriele agonizado de dor e não reluta em descer e acabar definitivamente com a vida da mulher, lhe dando inúmeras marteladas no crânio.
Lucie fica extremamente decepcionada e revoltada com Anna, por ter tentado ajudar Gabriele. Em mais um surto psicótico, Lucie é confrontada pela “criatura”. Nesse momento é relevado que, na verdade, há 15 anos, quando Lucie fugiu do cativeiro, ela viu essa mulher sendo torturada, mas não conseguiu salvá-la. Por esse motivo, sempre carregou a culpa de não ter conseguido ajudá-la e, por isso, mantinha as alucinações. A vingança de Lucie era uma espécie de recompensa àquela mulher. Lucie imaginava que, ao se vingar, aquela mulher desconhecida à deixaria em paz em seus pensamentos. Desiludida e perturbada, Lucie se mata na frente de Anna, cortando a garganta com um canivete.
Anna decide passar a noite na residência, lamentando profundamente a morte da amiga. No outro dia, explorando a casa, Anna descobre uma entrada secreta. A entrada era um andar subterrâneo onde haviam imagens expostas de pessoas torturadas, ademais, havia um segundo cômodo subterrâneo que funcionava como uma sala de tortura.
Na sala de tortura, Anna descobre Sara, que estava sendo mantida como refém. Sara se encontra em um estado deplorável: Extremamente desnutrida, com uma venda de ferro parafusada no crânio e uma estrutura similar parafusada na pélvis, além de um arame por volta de sua cintura. Sara sequer conseguia falar.
Anna decide ajudar Sara, mas não há muito o que fazer em vista das conjunturas. Mais um dia se passa e Sara, já desvencilhada da venda de ferro, se descontrola e passa a se mutilar correndo pela casa. Nesse momento, os responsáveis por aquela organização chegam à residência, matam Sara e prendem Anna no primeiro pavimento subterrâneo.
Anna é interrogada por uma senhora chamada Mademoiselle, provavelmente a líder daquela organização monstruosa. Mademoiselle revela à Anna que o objetivo das torturas era fazer com que pessoas chegassem em um estado de “quase morte” e relatassem o que havia após a morte. Até a presente data, ninguém havia conseguido chegar neste estado e contar com clareza o que viu. Um mártir seria uma testemunha: uma pessoa que morreu em prol de uma causa.
Anna é levada à sala de tortura e passa a ser uma refém. Inicialmente, Anna reluta, contudo, ao passar dos dias, Anna aceita seu destino e não mais se opõe às torturas, se entregando completamente.
A tortura final de Anna consistia em arrancar toda a sua pele, sem anestesia. Incrivelmente, Anna consegue sobreviver e Mademoiselle é chamada à casa para recolher o depoimento de Anna, que conta o que vê, sussurrando no ouvido de Mademoiselle. Anna foi considerada uma mártir, por ser a única que conseguiu dizer com clareza o que viu no plano espiritural.

Uma legião de anciões é chamada à residência a fim de ouvir o testemunho de Mademoiselle já que Anna, apesar de viva, não mais conseguia falar. Enquanto os anciões se acomodam na casa aguardando ansiosamente as informações de Mademoiselle, a mesma se arrumava em um dos quartos da casa. Mademoiselle é cirúrgica em dizer que Anna foi claríssima no que disse, porém, tentada e traindo todos os colaboradores da organização, Mademoiselle se mata com um tiro na boca. 